# 시카쓰정
시카쓰정(師勝町)은 아이치현 니시카스가이군에 존재했던 정이다.
1906년 7월 16일에 니시니시카스가이군의 4개의 촌이 합병해 시카쓰촌이 성립하였다. 1961년 4월 1일에 정으로 승격해 시카쓰정이 되었다. 또한 
1963년 9월 1일에는, 동군 기타사토촌의 야쿠시지 지구를 편입하였다.  나고야시의 베드타운이며, 과거에는 「일본에서 가장 인구 밀도가 높은 마을」이기도 했다.

## 역사
- 1906년 7월 16일 - 니시카스가이군군의 4개의 촌이 합병해 시카쓰촌이 성립하였다.
- 1961년 4월 1일 - 정으로 승격해 시카쓰정이 되었다.
- 1963년 9월 1일 - 기타쓰촌을 편입하였다.
- 2006년 3월 20일 기타나고야시가 성립해 폐지되었다.

## 재정
2004년도
- 재정력지수 0.93
- 경상수지비율 87.3%
- 표준재정규모 63억2943만엔
- 보통회계 세입 총액 109억0603만엔
  - 지방세 54억6487만엔
  - 지방교부세 3억5773만엔
  - 지방채 8억8740만엔
- 보통회계 세출총액 104억1334만엔
  - 인건비 23억3257만엔 (22.4%)
  - 부조비(생활보호비 등) 16억8624만엔(16.2%)
  - 공채비 (빚 상환) 5억3900만엔 (5.2%)
- 인구 1000명당 직원 수 6.74명 아이치현 시정촌 평균 7.65명
  - 내역 일반직원 289명(이 중 기능노무직 23명), 교육공무원 2명(소방직은 일부 사무조합 소속이므로 0명) 총 291명
- 마을 직원 1인당 월평균 임금 30만5200엔의 모든 직원 수당을 포함하지 않는 수치
- 시카쓰정 직원 1인당 인건비 개산치 801만5708엔
- 라스파이레스 지수 89.7

지방채 등의 잔고
- 1 보통회계분 65억6100만엔
- 특별회계분 - (2005년도 재정상황 등 일람표에 기재없음)
  - 국민건강보험특별회계, 노인보건특별회계, 간병보험특별회계
- 관련된 일부 사무조합분 22억1800만엔
  - 그 밖에 기타나고야 수도 기업단분의 채무 있음
- 제3섹터 등의 채무보증 등과 관련된 채무 13억5600만엔

지방채 등 채무 합계 101억3500만엔 (연결회계의 생각에 기초한 단 특별회계분의 지방채는 일절 포함하지 않음)
- 시카쓰정민 1인당 지방채 잔액 23만4596엔(3개 특별회계분 채무를 제외한 숫자)
- 국민건강보험특별회계는 실질수지가 3억8400

## 교통

### 철도
- 나고야 철도 이누야마 선